# Zgromadzenie Unii Afrykańskiej
Zgromadzenie Szefów Państw i Rządów – najważniejszy organ decyzyjny Unii Afrykańskiej. Posiedzenia odbywają się od roku 1963, kiedy zgromadzenie funkcjonowało w ramach Organizacji Jedności Afrykańskiej (OJA).

## Kompetencje
Ustala politykę organizacji i wyznacza jej roczny program, wybiera przewodniczącego i wiceprzewodniczącego Komisji Unii Afrykańskiej (dawniej wybierało sekretarza generalnego OJA), mianuje komisarzy Komisji UA, po ich wyborze przez Radę Wykonawczą , przyjmuje budżet unii, ustala strukturę i funkcje Komisji UA i Rady Wykonawczej. Zgromadzenie interpretuje i zmienia Akt Ustanawiający Unię Afrykańską. Podejmuje decyzję o dokonaniu interwencji w państwie unii w przypadku popełnienia zbrodni wojennej, ludobójstwa lub zbrodni przeciwko ludzkości. Zgromadzenie może przekazać część swoich uprawnień innym organom. W kwestii bezpieczeństwa (np. wysyłanie misji pokojowych) przekazało swoje uprawnienia Radzie Pokoju i Bezpieczeństwa. 

## Głosowanie
Kworum stanowi dwie trzecie państw członkowskich UA na każdym posiedzeniu. Zgromadzenie podejmuje decyzje w drodze konsensusu lub gdy konsensus nie jest możliwy, większością 2/3 głosów. Kwestie proceduralne są rozstrzygane większością zwykłą.   
Spotkanie na sesjach zwyczajnych odbywają się co roku w styczniu. Sesję nadzwyczaną organizuje się na wniosek państwa przy zgodzie 2/3 głosów. Każdy kraj dysponuje jednym głosem i może być reprezentowany przez głowę państwa, wiceprezydenta lub premiera. Przewodniczący jest wybierany spośród zgromadzenia na jeden rok. Postanowiono, że pracami zgromadzenia kierować będzie trójka złożona z ustępującego, obecnego i przyszłego przewodczniczącego; decyzja jeszcze nie weszła w życie.  